# Ambassade du Vietnam en France
L'ambassade du Viêt Nam en France est la représentation diplomatique de la république socialiste du Viêt Nam auprès de la République française. Elle est située 61, rue de Miromesnil dans le 8e arrondissement de Paris, la capitale du pays. Son ambassadeur est, depuis 2021, Dinh Toan Thang.

## Histoire

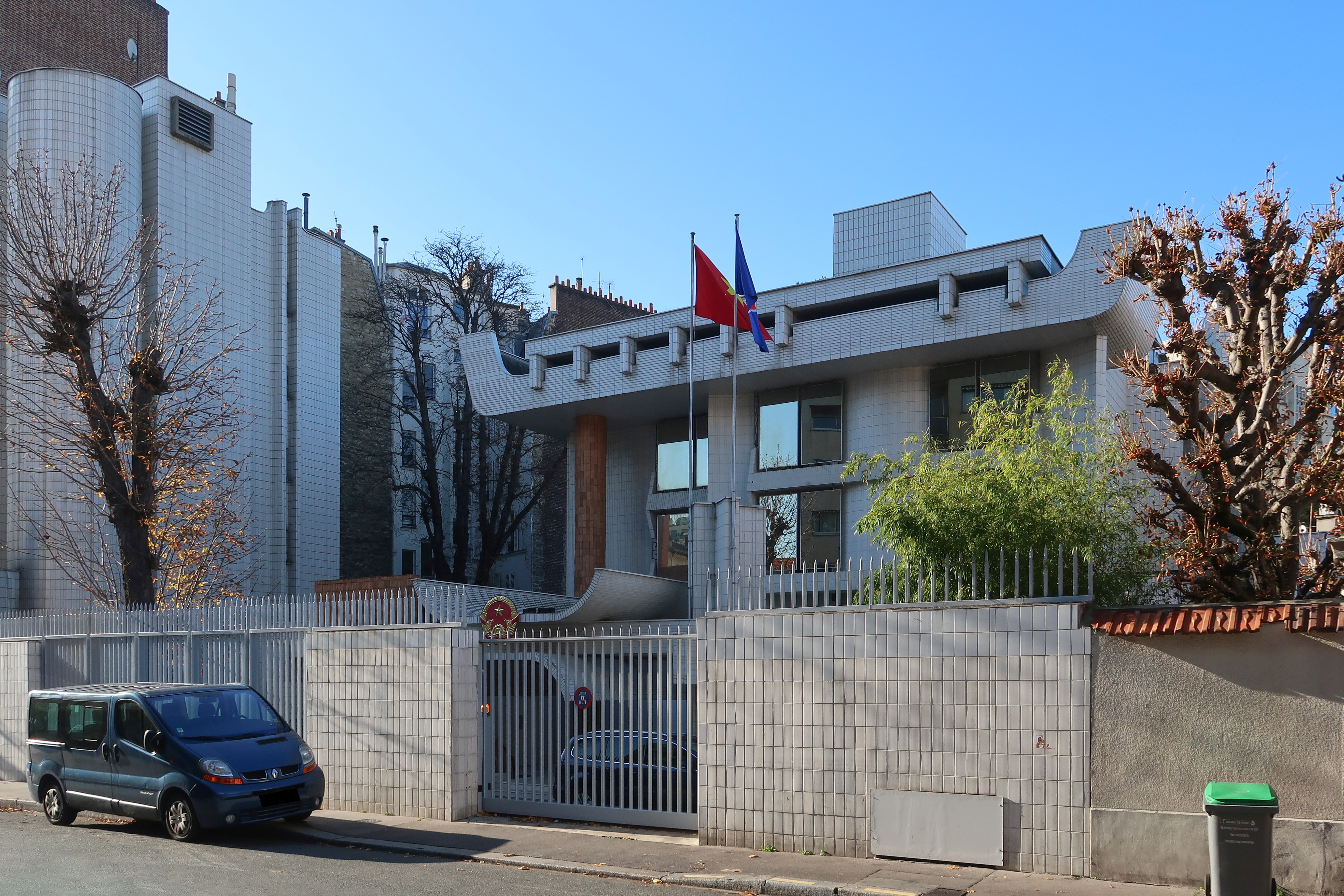
L'ancien siège de l'ambassade rue Boileau.

En 1977, l'ambassade du Viêt Nam est construite au 62, rue Boileau, dans le 16e arrondissement à Paris, avant de déménager au 61, rue de Miromesnil dans le 8e arrondissement en 2014, jusque-là siège de la section consulaire.
Durant la guerre du Viêt Nam, la « mission permanente du gouvernement révolutionnaire provisoire de la république du Sud Viêt Nam en France » se trouve 44, avenue de Madrid, à Neuilly-sur-Seine, qui est devenu de nos jours le siège de la représentation du ministère du Commerce du Viêt Nam en France.
La délégation du Viêt Nam auprès de l'UNESCO se trouve 2, rue Le Verrier dans le 6e arrondissement.
En 2008, le Centre culturel du Viêt Nam en France est créé 19, rue Albert dans le 13e arrondissement.

## Liste des ambassadeurs
| Date de nomination | Date de nomination | Date de remise des lettres de créance | Date de remise des lettres de créance | Diplomate          |
| ------------------ | ------------------ | ------------------------------------- | ------------------------------------- | ------------------ |
| ?                  |                    | 9 mai 1996                            | [ JORF 1 ]                            | Nguyen Chien Thang |
| ?                  |                    | 13 mars 2000                          | [ JORF 2 ]                            | Nguyen Manh Dung   |
| ?                  |                    | 18 décembre 2003                      | [ JORF 3 ]                            | Nguyen Dinh Bin    |
| ?                  |                    | 22 avril 2008                         | [ JORF 4 ]                            | Lê Kinh Tài        |
| ?                  |                    | 22 décembre 2011                      | [ JORF 5 ]                            | Dong Chi Dung      |
| ?                  |                    | 29 janvier 2015                       | [ JORF 6 ]                            | Nguyen Ngoc Son    |
| ?                  |                    | 31 août 2018                          | [ JORF 7 ]                            | Nguyen Thiep       |
| ?                  |                    | 2 novembre 2021                       | [ JORF 8 ]                            | Dinh Toan Thang    |

## Galerie

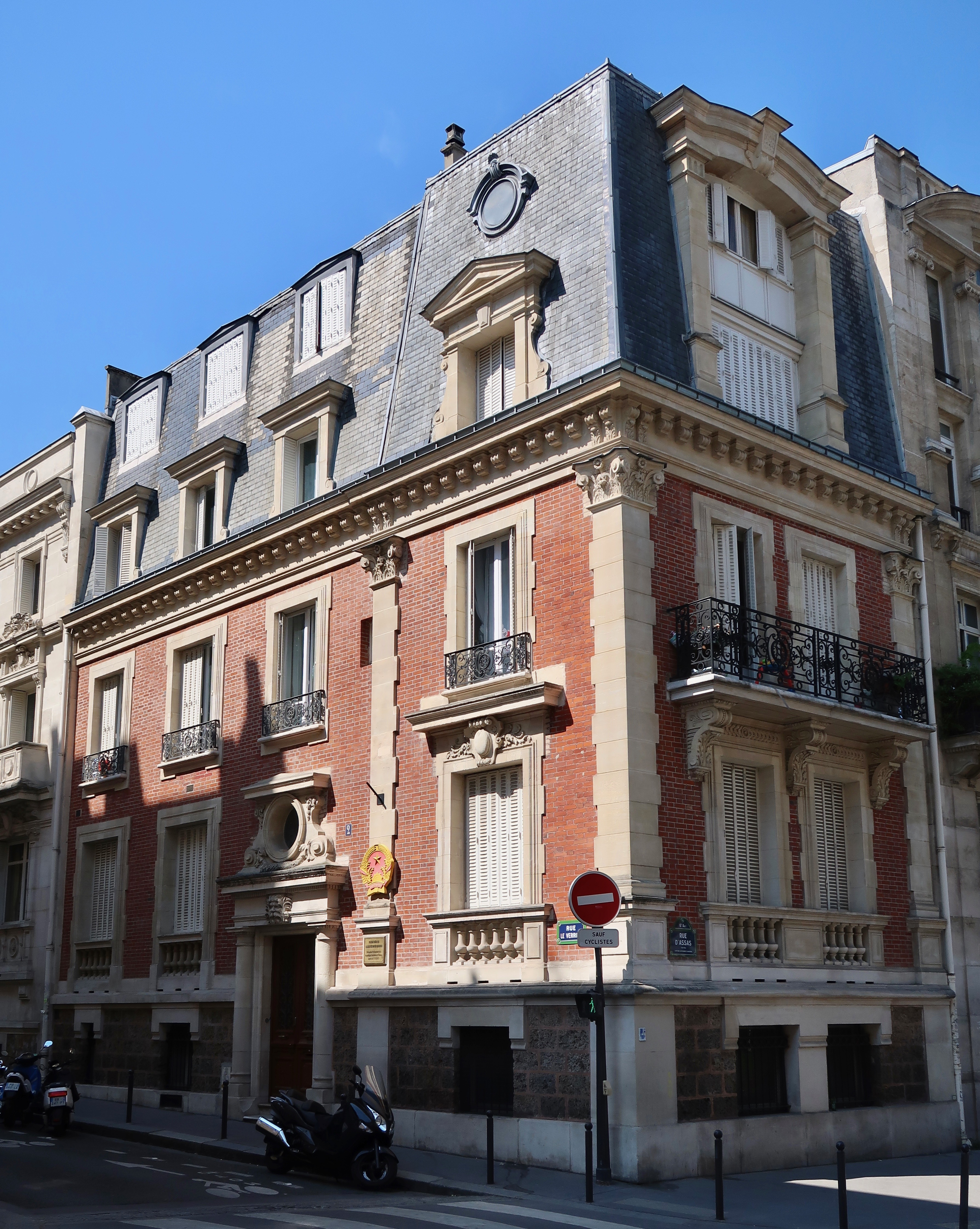
Délégation du Viêt Nam auprès de l'UNESCO (2, rue Le Verrier).
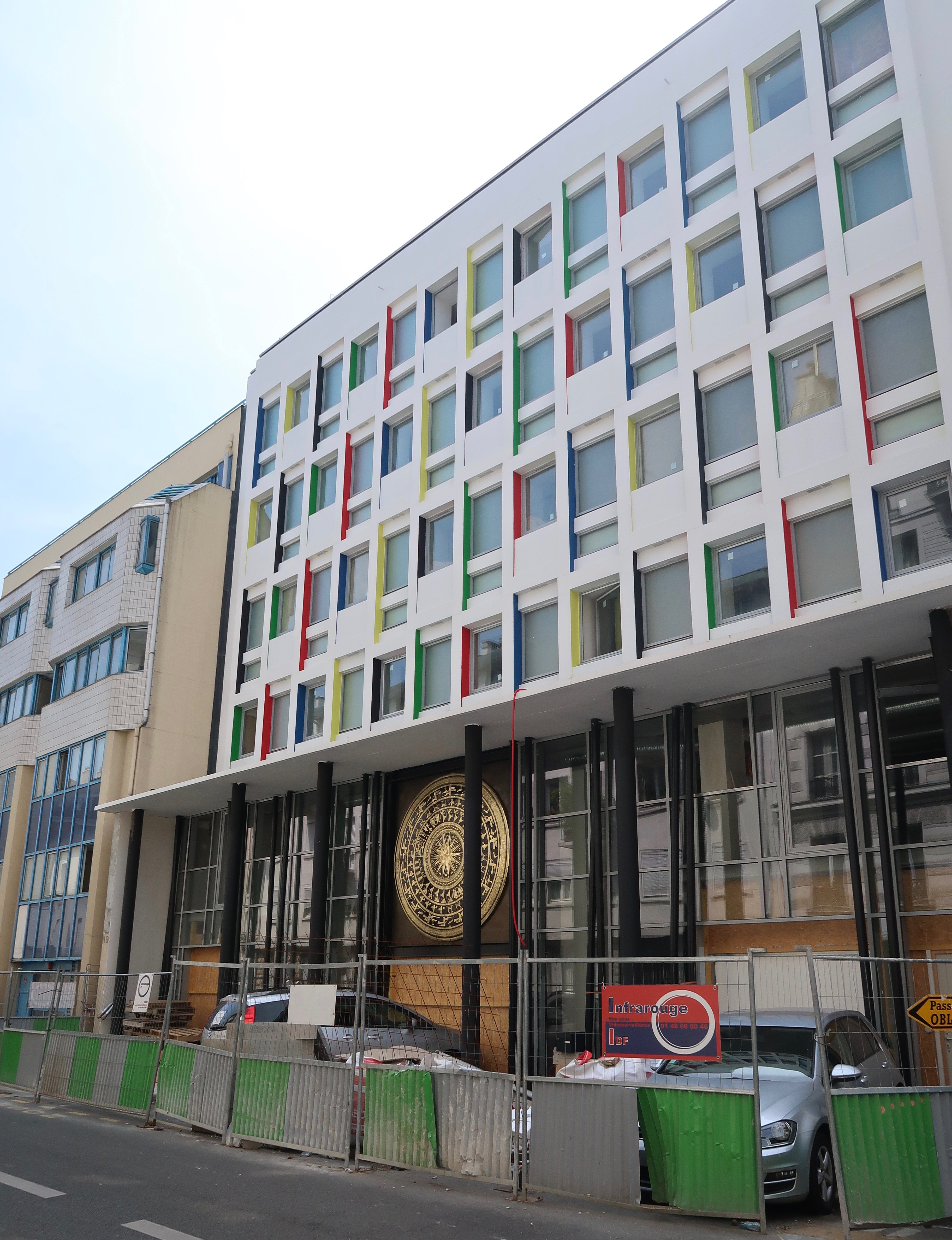
Centre culturel du Viêt Nam à Paris (19, rue Albert).